# Režim kompatibilnosti
Režim kompatibilnosti je softverski mehanizam u kojem softver ili oponaša stariju verziju softvera ili imitira još jedan operativni sistem kako bi se omogućilo zastarelom ili nekompatibilnom softveru ili fajlovima da ostanu kompatibilni sa novijim verzijama hardvera i softvera. Primeri softvera koje koriste ovaj režim su operativni sistemi i Internet Explorer.

## Operativni sistemi
Režim kompatibilnosti u operativnom sistemu je softverski mehanizam u kojem operativni sistem oponaša stariji procesor, operativni sistem i/ili hardversku platformu, kako bi se omogućilo da zastareli softver ostane kompatibilan sa novijim verzijama hardvera ili softvera.
Ovo se razlikuje od punopravnog emulatora u tome što emulator obično stvara virtuelnu hardversku arhitekturu na sistemu hosta, umesto da jednostavno prevodi sistemske pozive starijih sistema u pozive koje sistem hosta može da razume.
Na primer: Klasični režim u macOS-u, kao i Windows 2000 / Windows XP / Windows Vista / Windows 7 režim kompatibilnosti, koji omogućavaju da se izvršavaju aplikacije dizajnirane za starije verzije operativnih sistema. Drugi primeri uključuju platforme kao što je Wine, za pokretanje Windows programa na OS X operativnim sistemima i sistemima baziranim na Linuksovom jezgru, kao i Mono za pokretanje .NET programa na raznim sistemima baziranim na Juniksu.

## Internet explorer
„Kompatibilni pregled” je režim kompatabilnosti koji se nalazi u sklopu internet pretraživača Internet Explorer, počev od verzije 8. Kada je aktivan, kompatibilni pregled primorava IE da prikaže veb-stranicu u Quirks modu kao da se posmatra u IE7. Kada nije aktivan kompatabilni pregled, IE radi u glavnom režimu. U IE11, korisnik može da uključi režim kompatibilnosti za određenu stranicu klikom na ikonu podešavanja, a zatim klikom na opciju podešavanja kompatibilnog pregleda.

### IE8+
Microsoft korporacija promoviše Internet Explorer 8 kao pregledač koji je striktnije privržen opisanim W3C veb standardima nego Internet Explorer 7. Kao rezultat toga, kao i u svakoj prethodnoj verziji IE-a, neki procenat veb-stranica kreiranih za starije verzije, neće biti adekvatno prikazan u IE8. To bi bilo ponavljanje situacije sa IE7 koji, iako ima eliminsane bagove iz IE6, svakako ne prikazuje adekvatno stranice koje su koristile specifične delove koda kako bi rešile problem kompatibilnosti. Ovo je posebno problem za oflajn HTML dokumenta, koja se ne mogu izmeniti (npr, koji se nalaze na medijumu koji se koristi samo za čitanje sadržaja, kao što su diskovi).
Da bi se izbegla ova situacija, IE8 sprovodi neku vid ciljanja verzije, gde stranica može da se prilagodi određenoj verziji pretraživača koristeći X-UA-Compatible deklaraciju kao atribut meta elementa ili u HTTP zaglavlju.
Da bi se održala kompatibilnost, sajtovi se mogu optimizovati za IE7 umetanjem posebno kreiranog meta elementa u veb-stranicu, koji aktivira režim kompatibilnosti u pretraživaču, koristeći:
```
<
meta
 
http-equiv
=
"X-UA-Compatible"
 
content
=
"IE=EmulateIE7"
 
/>

```

Novija verzija pretraživača bi oponašala stariju verziju u slučaju stranica koje su prilagođene starijim verzijama pretraživača, tako da bi eventualne pretpostavke stranice o ponašanju pretraživača bile pogođene.
Microsoft je predložio da se stranica sa deklaracijom tipa dokumenta koji izaziva standardni režim (ili režim sličan standardnom) u IE7 bi mogle da izazovu ponašanje nalik IE7, pod nazivom „režim standarda” (sada se zove „striktni režim”) u IE8 i budućim verzijama IE. Nove mogućnosti IE8 mogu da izazovu ono što Microsoft naziva „IE8 režim standarda” (sada se zove „režim standarda”). Deklaracije koje aktiviraju Quirks mod u IE7 će nastaviti da aktiviraju taj mod i u IE8.
Piter Brajt sa veb-sajta Ars Technica tvrdi da ideja o korišćenju meta oznaka za odabir određenog režima prikazivanja u osnovi gubi smisao razvoja standarda i posmatra ovaj problem kao jedan od idealizma u odnosu na pragmatizam u veb programiranju, uz napomenu da se ne održava sav sadržaj na vebu redovno, i da „sa zahtevom da veb programeri ažuriraju stranice kako bi se osigurao njihov ispravan rad u svakoj budućoj verziji pretraživača, je verovatno previše tražiti”.
IE 8 Beta 1 može da podrži tri režima: „Quirks”, „Striktni” i „Standardni”. Kada postoji stara deklaracija tipa dokumenta ili kada ne postoji, IE prikazuje stranicu onako kako bi to bilo prikazano u verziji IE5 (Quirks modu). Kada postoji poseban meta element ili kada je uključeno odgovarajuće HTTP zaglavlje na veb-stranici, IE8 će prikazati tu stranicu kako bi to IE7 (striktni režim) prikazao. U suprotnom, IE8 prikazuje stranice u svom standardnom režimu. Korisnici se mogu prebacivati između tri režima sa samo nekoliko klikova. Internet Explorer 8 Beta 1 je pokazao da mnoge stranice ne funkcionišu u ovom novom režimu standarda.
Microsoft održava listu sajtova koji su prijavili da imaju problema u režimu standarda IE8, poznatu kao lista pregleda kompatibilnosti. Kada korisnik aktivira ovu listu IE8 će učiniti da stranice sa te liste budu prikazane uz pomoć kompatibilnog pregleda. Lista se povremeno ažurira, ne bi li se dodale nove problematične stranice, kao i kako bi se uklonile stranice čiji su vlasnici sami tražili da budu obrisani sa liste. Internet Explorer tim takođe testira stranice na listi na probleme kompatibilnosti i uklanja one u kojima nema problema.